# Ghiacciaio Bartrum
Il ghiacciaio Bartrum è un ghiacciaio lungo circa 7 km situato nella regione meridionale della Terra di Oates, in Antartide. In particolare il ghiacciaio Bartrum, il cui punto più alto si trova a circa 1000 m s.l.m., si trova sulla costa di Hillary, nei colli Brown, dove fluisce verso ovest scorrendo tra il versante settentrionale dei picchi Blank e quello meridionale dell'altopiano Bowling Green.

## Storia
Il ghiacciaio Bartrum è stato mappato dai membri di una spedizione antartica dell'Università Victoria di Wellington svolta nel 1962-63 e così battezzato in onore di J. A. Bartrum, professore di geologia all'Università di Auckland, in Nuova Zelanda.